# Germans de la Caritat de Sant Hipòlit
L'Orde dels Germans de la Caritat de Sant Hipòlit va ésser un orde religiós de tipus mendicant, dedicat a l'assistència hospitalària i fundada a Mèxic el 1569 per Bernardino Álvarez. Fou suprimida en 1821. Els seus membres eren anomenats hipòlits.

## Història
Va néixer en 1569 com a confraria de laics i preveres, dedicada a l'atenció a malalts en hospitals, especialment els malalts mentals. La va instaurar Bernardino Álvarez (1514-1584), laic que havia passat deu anys treballant a l'Hospital de Jesús de Mèxic i dedicà la seva fortuna a la fundació del nou Hospital y Asilo de Convalescientes de San Hipólito, que s'inaugurà el 28 de gener de 1567 i destinat a malalts pobres, ancians abandonats i nens, als que s'oferia instrucció elemental; a més, tractava els malalts mentals, essent el primer hospital americà que s'hi dedicà. La fundació tingué el suport del bisbe Alonso de Montúfar i del virrei Martín Enríquez de Almansa. L'èxit de la fundació va fer que Bernardino Álvarez obrís altres hospitals en altres poblacions de la Nova Espanya, cadascú planificat per a uns tractaments específics i quedant el de San Hipólito destinat als malalts mentals. Van crear-se dues xarxes d'hospitals: una a la costa del Pacífic (Oaxtepec i Acapulco), i una altra a la costa de l'Atlàntic, amb els hospitals de Puebla, Perote, Xalapa i Veracruz, a més d'un altre hospital a l'Havana (Cuba).

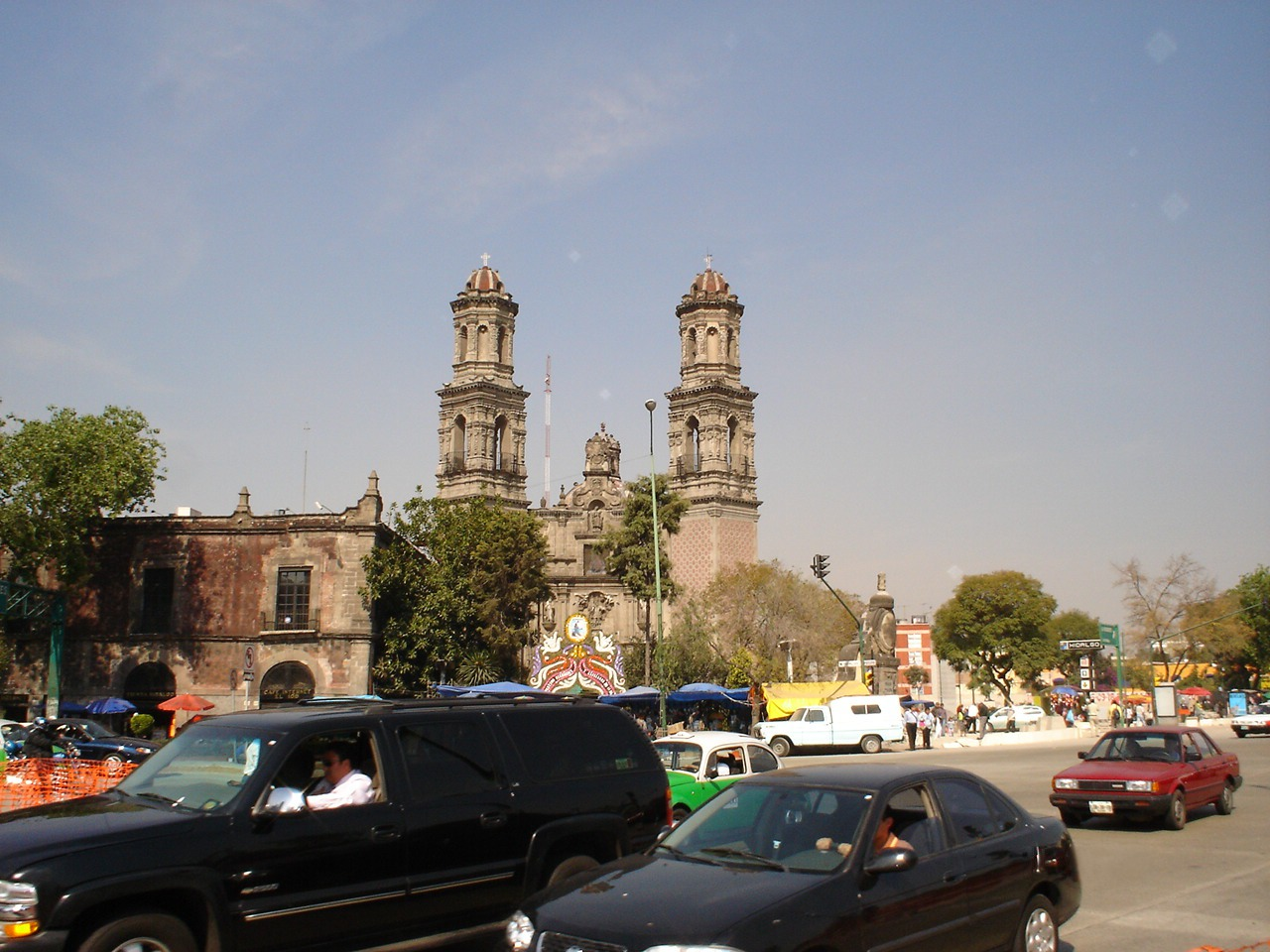
Església de S. Judas Tadeo, antiga de S. Hipólito; a l'esquerra, antic hospital de San Hipólito.

Per reunir els treballadors i voluntaris que donaven servei a tots ells, va pensar de fundar una confraria de laics, el primer institut de perfecció catòlic fundat a tot Amèrica. Van rebre el nom popular d'hipòlits. Climent VIII aprovà la confraria com a congregació religiosa amb vots simples de pobresa i castedat. Com que la manca del vot d'obediència provocà que alguns membres l'abandonessin, l'1 de novembre del 1594, Climent VIII obligà a professar també els vots d'obediència i hospitalitat, i concedí a la congregació un breu pel qual tenien els mateixos privilegis que l'Orde Hospitalari de Sant Joan de Déu. Encara i això, la congregació no cresqué durant el segle xvii. A petició dels mateixos hipòlits i del superior Juan de Cabrera, el 20 de maig de 1700 Innocenci XII va transformar la congregació en orde religiós, fent que els seus membres professessin vots solemnes de pobresa, obediència, castedat i hospitalitat, i visquessin sota la Regla de Sant Agustí i els privilegis dels ordes mendicants.
Al segle xviii es va unir a l'orde dels Hospitalers de Sant Joan de Déu. En començar el segle xix, totes les fundacions directes de Bernardino Álvarez van desaparèixer i en 1821, arran de la supressió dels ordes religiosos decretada a Mèxic, l'orde fou suprimit.